# Campyloneurum angustipaleatum
Campyloneurum angustipaleatum är en stensöteväxtart som först beskrevs av Arthur Hugh Garfit Alston, och fick sitt nu gällande namn av M. Mey. och David Bruce Lellinger. Campyloneurum angustipaleatum ingår i släktet Campyloneurum och familjen Polypodiaceae. Inga underarter finns listade.